# Каменный орёл
Каменный орёл или Курган Каменного орла — археологический памятник в округе Патнем, штат Джорджия. Курган расположен вблизи Шоссе 441 между городами Мэдисон и Итонтон.

## Описание

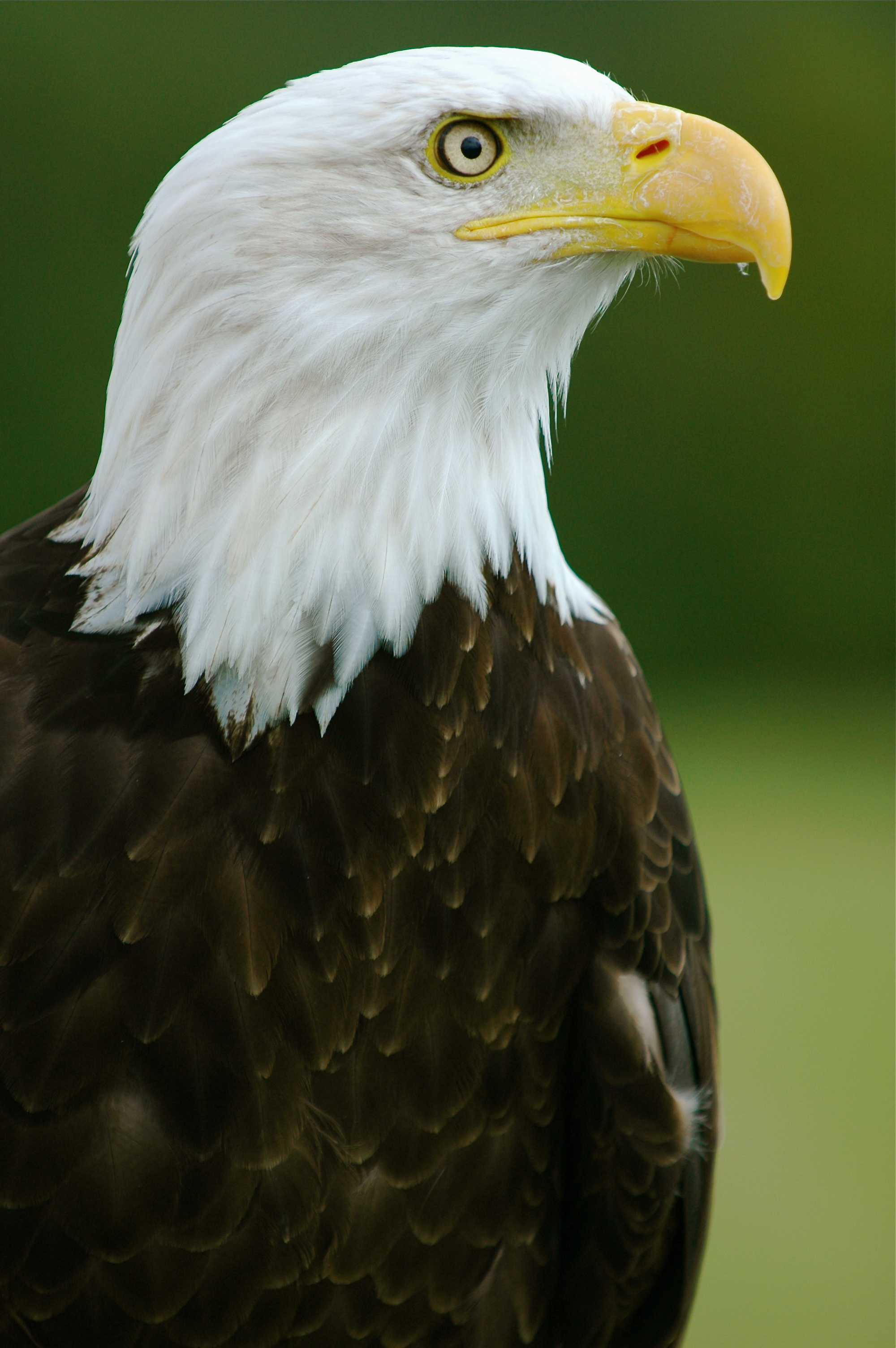
Согласно верованиям местных индейцев, белоголовый орлан имел прямой доступ в мир духов.

Представляет собой фигурный курган в виде каменного силуэта птицы с большим клювом и веерообразным хвостом (название «орёл» — условное), выложенную из крупных обломков кварцита. Фигура включена в Национальный реестр исторических мест США. Размер составляет 37 метров от головы до хвоста и 31 метр между кончиками крыльев. Голова птицы направлена на юг. Высота кучи камней в месте груди птицы составляет от 2,5 до 3 метров, а прочие части — ниже. Археологи обнаружили при обследовании «орла» неместную глину, что говорит о том, что материал для строительства доставляли издалека.
Датировка является спорной, от 1000 г. до н. э. до 1000 г. н. э. Строителями кургана могли быть индейцы культур Адена или Хоупвелл Вудлендского периода.
К востоку от реки Миссисипи обнаружено всего два подобных птицеобразных кургана — Каменный орёл и ещё один, известный как Каменный ястреб (который сохранился гораздо хуже), примерно в 21 км к юго-востоку от Каменного орла. (33°20,69′ с. ш. 83°10,50′ з. д.)
Археологи также обнаружили в кургане следы человеческой кремации и камень для пращи.
Непосредственный доступ к кургану запрещён, местность огорожена высоким сетчатым забором, через который посетители могут осматривать курган. За осмотр деньги не взимаются.